# Variorum-Ausgabe
Variorum-Ausgabe ist eine Ausgabe eines literarischen Werks, in der im Gegensatz zu einer „kommentierten Ausgabe“ Kommentare mehrerer Autoren enthalten sind. Der Ausdruck kommt von cum notis variorum, lateinisch für  „mit Anmerkungen verschiedener Personen“. In einer Variorum-Ausgabe werden somit verschiedene, oft gegensätzliche  Interpretationen eines literarischen Textes dokumentiert.